# کیم کولینز
کیم کولینز (انگلیسی: Kim Collins؛ زادهٔ ۵ آوریل ۱۹۷۶) یک دونده اهل سنت کیتس و نویس است. از افتخارات وی میتوان وی می‌توان به کسب مدال طلا دو ۱۰۰ متر در ۲۰۰۳ سن-دنی اشاره کرد.